# Tmarus pallidus
Tmarus pallidus là một loài nhện trong họ Thomisidae.
Loài này thuộc chi Tmarus. Tmarus pallidus được Cândido Firmino de Mello-Leitão miêu tả năm 1929.